# Carinefferia willistoni
Carinefferia willistoni là một loài ruồi trong họ Asilidae. Carinefferia willistoni được Hine miêu tả năm 1919. Loài này phân bố ở vùng Tân Bắc giới.